# 布羅德半島

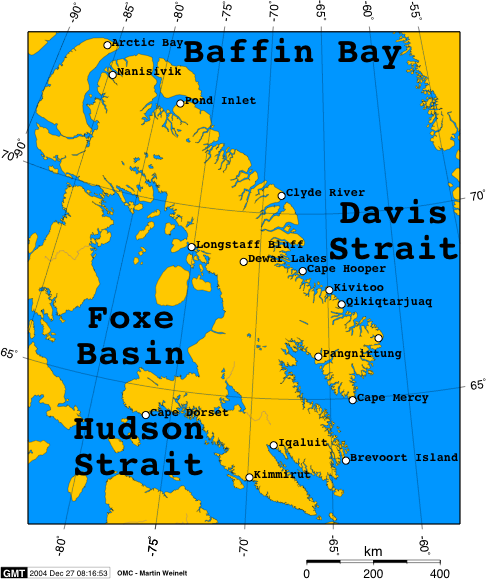
布羅德半島位於巴芬島西北部（圖左上）

布羅德半島（英語：Brodeur Peninsula）是加拿大巴芬島西北部的半島，西臨攝政王灣、北瀕蘭開斯特海峽，東臨阿德默勒爾蒂灣，由基吉柯塔魯克地區管轄，長310公里、寬170公里，面積28,000平方公里，該地區無人居住。
72°N 088°W / 72°N 88°W